# NGC 6276
NGC 6276 est une galaxie lenticulaire située dans la constellation d'Hercule. Sa vitesse par rapport au fond diffus cosmologique est de 2 731 ± 4 km/s, ce qui correspond à une distance de Hubble de 40,3 ± 2,8 Mpc (∼131 millions d'al). NGC 6276 a été découverte par l'astronome allemand Albert Marth en 1864. Cette galaxie a aussi été observée par l'astronome français Guillaume Bigourdan le 19 aout 1887 et elle a été inscrite à l'Index Catalogue sous la désignation IC 1239.
Note : les bases de données Simbad et HyperLeda considèrent que NGC 6276 et NGC 6277 sont une seule et même galaxie, soit PGC 59419. NGC 6277 est en réalité deux étoiles situées au sud-est de NGC 6276.